# 印第安納理工學院
印第安納理工學院（Indiana Institute of Technology，簡稱：Indiana Tech）是位於美國印第安納州韋恩堡的一所私立大學，1930年建立時稱為“Indiana Technical College”，是一所營利學校，1948年依照州內法令重組，成為非營利性學校。1963年改現名。該大學未列入2015年《美國新聞與世界報道》的排名中。

## 外部連結
- 官方网站
- Official athletics website （页面存档备份，存于）
- Campus map （页面存档备份，存于）